# やまもとひかる
やまもとひかる（1999年4月19日 - ）は、日本のベーシスト、歌手であり、4人組バンドAoooのメンバーである。ベーシストとしてはももいろクローバーZやYOASOBIのサポートバンドメンバーを務めている。

## 概要
1999年4月19日生まれ。14歳でベースを始め、2018年よりYouTubeにてベース演奏動画の投稿を開始した。
やまもとの投稿したYouTubeでのベース演奏動画がTHE ALFEEの坂崎幸之助の目に止まり、2019年7月18日に坂崎と玉井詩織（ももいろクローバーZ）がレギュラー出演している『しおこうじ玉井詩織×坂崎幸之助のお台場フォーク村NEXT』（フジテレビNEXT）にゲスト出演したところ、翌月8月15日より「ダウンタウンしおこうじバンド」の一員として同番組にレギュラー出演することになった。
『しおこうじ玉井詩織×坂崎幸之助のお台場フォーク村NEXT』出演が縁となり、ももいろクローバーZのバックバンド「ダウンタウンももクロバンド」にベーシストとして参加するようになる。
2019年11月24日に1st Digital Single『DOGMA』を発売し、デビューを果たした。
2020年夏にYOASOBIのサポートベーシストとして声がかかり、2020年12月31日に放送された『第71回NHK紅白歌合戦』（NHK総合）にYOASOBIのサポートベーシストとしてNHK紅白歌合戦に初出演し、YOASOBIの「夜に駆ける」を演奏した。またYOASOBIやYOASOBIメンバーでもある幾田りらのライブにもサポートベーシストとして参加するようになる。
2023年8月24日に石野理子・すりぃ・やまもとひかる・ツミキによる4人組バンドAooo（アウー）を結成し、Aoooとしての活動も開始した。

## 略歴
- 1999年4月19日誕生[1]。
- 2013年、14歳でベースを始める[1]。

2018年
- 9月2日、YouTubeにベース演奏動画を初投稿[2]。その高い演奏テクニックが国内外問わず注目を集める[11]。
- 10月15日、フー・ファイターズのリーダー、デイブ・グロールが提唱する本格派プレイヤー養成推進プロジェクト「Play」の日本開催コンテストに参加し、ベース部門特別賞を受賞した[12][13]。

2019年
- 7月18日、THE ALFEEの坂崎幸之助がYouTubeに投稿されているやまもとひかるのベース演奏動画を見たことがきっかけとなり、フジテレビNEXTの音楽番組『しおこうじ玉井詩織×坂崎幸之助のお台場フォーク村NEXT』にゲストミュージシャンのベーシストとして出演した[3][注 1]。
- 8月15日、『しおこうじ玉井詩織×坂崎幸之助のお台場フォーク村NEXT』の「ダウンタウンしおこうじバンド」のベーシストとしてレギュラー出演開始[4]。
- 9月6日、松崎しげる主催のフェスである黒フェスに出演したももいろクローバーZのバックバンド「ダウンタウンももクロバンド」にベーシストとして参加した。これがプロのベーシストとして最初のライブとなった[5]。黒フェスを皮切りにももいろクローバーZの秋のフェスツアーにサポートメンバーとして氣志團万博・イナズマロックフェス等に参加した[1]。
- 11月24日、キタニタツヤの書き下ろし楽曲である1st Digital Single『DOGMA』をリリース[6]。ベース&ボーカル・アーティストとしてデビューした。

2020年
- 4月17日、TSUTAYA O-nestで予定していた初のソロライブ[14]が新型コロナウイルス感染症の影響で延期となった[15]。
- 夏頃、YOASOBIのサポートベーシストとして声がかかる[7]。
- 12月31日、YOASOBIのサポートベーシストとして『第71回NHK紅白歌合戦』（NHK総合）に初出場。「夜に駆ける」を演奏した[8]。この日がYOASOBIのサポートベーシストとしてのお披露目となった[16]。

2021年
- 2月3日、2nd Digital Single『NOISE』をリリース[17]。本作は自身初の書き下ろし楽曲で、作詞･アレンジは渡辺拓也が担当。
- 2月14日に行われたYOASOBI初のオンライン配信ライブ「KEEP OUT THEATER」にサポートバンドメンバーとして参加[18]。
- 7月4日に行われたYouTube配信ライブ「UT×YOASOBI 『SING YOUR WORLD』」にサポートメンバーとして参加[19]。
- 8月29日、自身のYouTubeチャンネルの登録者数が10万人を突破した[20]。
- 9月8日、『YOASOBIのオールナイトニッポンX』（ニッポン放送）のSPウィークゲストとして出演[21]。
- 9月13日、『CDTV ライブ!ライブ! 』（TBS系列）尾崎裕哉のサポートメンバーとして参加[22]。
- 9月25日、3rd Digital Single『ZERO』をリリース[23]。音楽プロデューサーのケンカイヨシが楽曲制作を担当。
- 10月19日、この日発売されたベース・マガジン2021年11月号（リットーミュージック）より「やまもとひかるのピープルズ・エルボー」というタイトルでコラムの連載が開始された[24]。
- 12月31日、YOASOBIのサポートベーシストとして『第72回NHK紅白歌合戦』（NHK総合）に出場。「ツバメ」「群青」を演奏した[25]。

2022年
- 5月13日、「NOISE」の共作者渡辺拓也と再タッグを組んだ4th Digital Single『ツキカケラ』をリリース[26]。
- 9月30日、公式ファンクラブ「やまひかデコ団( ^ω^ )」を開設[27]。同年10月14日には会員数200人を、11月14日には300人を達成。
- 11月26日、自身が心酔するロックバンド眩暈SIRENが書き下ろした5th Digital Single『ナムネス』をリリース[28][29]。

2023年
- 1月20日、渋谷Veatsにて念願の初ソロライブ「AM vol.1」を開催[30]。サポートメンバーはギター:yu-ya(from vivid undress)、ドラム:仄雲(from 眩暈SIREN)。対バンは眩暈SIREN[31]。これにより仄雲はツーステージでの演奏となった[32]。
- 3月12日、3月19日および3月26日、島村楽器にてベースセミナーを開催。12日はイオンモールかほく店[33]、19日は長野店[34]、26日は新所沢パルコ店での開催[35]。
- 激ロックが運営するロック・ファッション特化型ショップGEKIROCK CLOTHING(ゲキクロ)とのコラボを実施。2023年7月1日、ゲキクロ渋谷店にて1日店長イベントを実施。そこでの販売に加え、2023年7月7日18：00より通販予約販売も実施[36]。
- 7月7日、渋谷WWWにおいて2度目となるソロライブ「AM vol.2」を開催[37]。ゲストはコアラモード.[38]。サポートメンバーは前回に引き続きギター:yu-ya(from vivid undress)、ドラム:仄雲(from 眩暈SIREN)。
- 7月7日、作詞･作曲にボカロPのyamajiを迎えた[39]6th Digital Single『Horoscope』をリリース[40][41]。2日後の2023年7月9日にライブ映像を使用したMVがプレミア公開された[42]。
- 8月24日、自身も参加する4人組バンドAoooが結成された[10]。
- 12月31日、YOASOBIのサポートベーシストとして『第74回NHK紅白歌合戦』（NHK総合）に出場。「アイドル」を演奏した[43]。

2024年
- 2月21日、アーティストブック『BASS MAGAZINE SPECIAL FEATURE SERIES やまもとひかる』（リットーミュージック）が発売された[11]。
- 9月23日、ももいろクローバーZのバックバンド「ダウンタウンももクロバンド」のベーシストとして、ROCK IN JAPAN FESTIVAL 2024 in HITACHINAKAに出演した[44]。

## 人物
- 幼少期より楽器に触れて過ごす。幼稚園の頃にはすでに音楽関係の仕事に就くことを夢としていた。ベースを始める前は5歳くらいからピアノを弾いていた[16]。ドラムも多少叩ける。
- 中学3年生から｢ひかほりっく｣というSCANDALのコピーバンドを組んでいた時期があった。(現在は解散)
- 主にATELIER Z製のベースを使用している。同社よりシグネイチャーモデルも販売されている[45]。他にもSpector、Fender製のものも所持している[46]。
- 使用ピックはMASTER 8[47]。
- シンセベースも所持している。主に使用しているのはMOOG Subsequent 37[48]。また、KORG minilogue bassに自身の作成したプリセットが収録されている[49][50]。
- おでこが広いことが特徴で、自身のファンクラブの名前「やまひかデコ団 ( ^ω^ )」もそれに由来している。
- 手は標準より小さい。手の付け根から中指の先端まで約15.5cm。運命線と頭脳線が離れている(所謂KY線)[51]。

## ディスコグラフィ
（※ やまもとひかるが参加しているロックバンドAoooの作品については、Aoooのページを参照。）

### 配信シングル
| 配信開始日     | タイトル   | 作者                                                                    | 備考   |
| -------------- | ---------- | ----------------------------------------------------------------------- | ------ |
| 2019年11月24日 | DOGMA      | 作詞：キタニタツヤ 作曲：キタニタツヤ 編曲：キタニタツヤ                | [ 52 ] |
| 2021年2月3日   | NOISE      | 作詞：渡辺拓也 作曲：やまもとひかる 編曲：渡辺拓也                      | [ 53 ] |
| 2021年9月25日  | ZERO       | 作詞：ケンカイヨシ 作曲：ケンカイヨシ/やまもとひかる 編曲：ケンカイヨシ | [ 54 ] |
| 2022年5月13日  | ツキカケラ | 作詞：渡辺拓也 作曲：やまもとひかる 編曲：渡辺拓也                      | [ 55 ] |
| 2022年11月26日 | ナムネス   | 作詞：京寺 作曲：ウル 編曲：眩暈SIREN                                   | [ 56 ] |
| 2023年7月7日   | Horoscope  | 作詞：yamaji 作曲：yamaji 編曲：yamaji                                  | [ 57 ] |

### 参加作品
| リリース日    | タイトル                                         | 曲名                          | 備考                                            |
| ------------- | ------------------------------------------------ | ----------------------------- | ----------------------------------------------- |
| 2022年1月26日 | アーヤと魔女 ソングブック ライムアベニュー13番地 | One Brown Eye & One Blue Eye  | 作曲と歌唱を担当                                |
| 2022年1月26日 | アーヤと魔女 ソングブック ライムアベニュー13番地 | Belladonna                    | 作曲と歌唱を担当                                |
| 2023年8月4日  | MONONOFU NIPPON feat.布袋寅泰                    | MONONOFU NIPPON feat.布袋寅泰 | ももいろクローバーZの配信シングルにベースで参加 |

## 出演

### テレビ

#### レギュラー番組
- しおこうじ玉井詩織×坂崎幸之助のお台場フォーク村NEXT（フジテレビNEXT、2019年7月18日[3][注 1] - ）[58]

#### 主な音楽番組
- 西川貴教の僕らの音楽 （フジテレビNEXT、2019年11月28日）[59]
- 第71回NHK紅白歌合戦（NHK総合、2020年12月31日）YOASOBI「夜に駆ける」[8]
- CDTV ライブ!ライブ! （TBSテレビ系列、2021年1月18日）YOASOBI「夜に駆ける」「アンコール」[60]
- ミュージックステーション（テレビ朝日系列、2021年1月22日）YOASOBI「夜に駆ける」[61]
- CDTV ライブ!ライブ! （TBSテレビ系列、2021年9月13日）尾崎裕哉「Lighter」[22]
- 日本レコード大賞（TBSテレビ系列、2021年12月30日）YOASOBI 「もしも命が描けたら｣」「優しい彗星｣」「怪物」[62]
- 第72回NHK紅白歌合戦（NHK総合、2021年12月31日）YOASOBI「ツバメ」「群青」[25]
- 第74回NHK紅白歌合戦（NHK総合、2023年12月31日）YOASOBI「アイドル」[43]

### ラジオ
- YOASOBIのオールナイトニッポンX（ニッポン放送、2021年9月7日深夜）SPウィークゲスト[21]

## 書籍
- 『BASS MAGAZINE SPECIAL FEATURE SERIES やまもとひかる』（リットーミュージック、2024年2月21日）[11]